# 松本唯
松本 唯（まつもと ゆい、男性、1991年5月8日 - ）は、日本の俳優。
山梨県出身。A型。身長173cm、体重53kg。

## 略歴
- 1999年4月〜2004年3月の間に放送されていた『けんたろうとミクのワイワイキッズ』にて3代目ワイワイキッズ、「ゆいっち」としてデビュー。
- 2003年〜（中学3年間）学業に専念するため芸能活動休止。
- 2006年〜堀越学園入学と同時に芸能活動再開。
- 2010年〜卒業後、ジョリー・ロジャーから劇団TEAM-ODACへ移籍し、準劇団員として活躍。
- 2015年準劇団員から劇団員へ昇格。

## 人物
俳優業だけではなくダンスや歌も得意とし、様々なジャンルで活躍中。また愛くるしい容姿や性格とは対照的にキックボクシンジムに通うなどハードな一面もある。

## 出演

### テレビ
- 1999年4月 - 2004年：『けんたろうとミクのワイワイキッズ』- ゆいっち
- 2014年11月：EX『ドクターX〜外科医・大門未知子〜』第7話
- 2日本テレビドラマ「HIGH&LOW」（2015年）
- 「行列が出来る法律相談所」再現V （2015年）
- 日テレ×huru共同制作ドラマ「THE LAST COP」出演 （2016年）
- 2020年2月2日・9日：EX『仮面ライダーゼロワン』第21話・22話  - 榊遊人 役[2]

### 映画・DVD
- 14歳（2007年）
- 2ちゃんねるの呪い5（2011年）ポストに変な手紙が入ってた - 主演：工藤正 役
- ひとりかくれんぼ　劇場版　真・都市伝説（2012年）[3]
- スープ〜生まれ変わりの物語（2012年）
- 学校裏サイトホラーゲーム（2012年）

### 舞台
- 2009年：肉体だもん - 翠子 役
- 2009年：ベリープロデュースVol.5『超恋愛』
- 2010年：ACTOR'S TRASH ASSH主催　『刻め我ガ肌二君ノ息吹ヲ』 - ハジメ 役
- 2010年：bizarre vol.1『覇権DO!!〜戦国高校天下布武〜』 - 森蘭丸 役
- 2013年：はっぴぃはっぴぃどりーみんぐVol.2『HIDEYOSHI』 - 森蘭丸 役
- 2013年：劇団TEAM-ODAC再演企画公演『ダルマ』（全労済ホール スペース・ゼロ） - 俊忠 役
- 2013年：劇団TEAM-ODAC第12回本公演『猫と犬と約束の燈』（紀伊國屋ホール）
- 2013年：劇団TEAM-ODAC公演『猫と犬の約束の燈』 - 堤玲人 役
- 2013年：はっぴぃはっぴーどりーみんぐ『WILD HALF』
- 2013年：フライドBALL企画Vol.5『オレンジノート』 - リュウヨンハ 役
- 2013年：劇団TEAM-ODAC公演『幹二の器』 - 小林拓也 役
- 2013年：はっぴぃはっぴーどりーみんぐ『呪解伝』 - 笠 役
- 2014年：universe ライブイベント／ゲスト出演『微熱に咲くサクラ』（西川口Hearts）
- 2014年：amipro舞台『覇権Do!!』（笹塚ファクトリー）
- 2014年：フライドBALL企画vol.7『PLAY COMIC STORYs〜古典落語を現代演劇へ〜』
- 2015年：amipro舞台第4回本公演『ZIPANG パイレーツ』（池袋・あうるすぽっと） - 橘真之介 役
- 2016年：劇団TEAM-ODAC第20回本公演『saigoノbansan（2016）』
- 2017年：フライドBALL企画Vol.18『二十一面相』
- 2017年：舞台「プリンス・オブ・ストライド THE LIVE STAGE」エピソード2 - 蜂屋鉄 役
- 2017年：舞台「プリンス・オブ・ストライド THE LIVE STAGE」エピソード3 - 蜂屋鉄 役
- 2017年：劇団TEAM-ODAC第26回本公演『岸和田少年愚連隊〜あの頃のハートは今もある〜』
- 2018年：舞台「プリンス・オブ・ストライド THE LIVE STAGE」エピソード5 - 蜂屋鉄 役
- 2018年：劇団TEAM-ODAC第30回本公演「猫と犬と約束の燈2018-夏」
- 2019年：舞台「Collar×Malice -岡崎契編-」 - 吉成秀明 役
- 2019年：劇団TEAM-ODAC第31回本公演「浮遊するfitしない者達」
- 2019年：舞台「光芒のマスカレード-月光仮面異聞-」 - 伏見切桐 役
- 2020年：舞台「リライト」 - 南条凛 役